# Kevin Reynolds (patinador)
Kevin Reynolds (North Vancouver, 23 de julio de 1990) es un deportista canadiense que compitió en patinaje artístico, en la modalidad individual. Participó en los Juegos Olímpicos de Sochi 2014, obteniendo una medalla de plata en la prueba de equipo.

## Palmarés internacional
| Juegos Olímpicos | Juegos Olímpicos | Juegos Olímpicos | Juegos Olímpicos |
| Año              | Lugar            | Medalla          | Prueba           |
| ---------------- | ---------------- | ---------------- | ---------------- |
| 2014             | Sochi (Rusia)    | Medalla de plata | Equipo           |